# Henryk Lubawski
Henryk Lubawski (ur. 10 marca 1888 w Łodzi, zm. 28 maja 1965, tamże) – polski lekkoatleta, działacz sportowy pochodzenia żydowskiego, współzałożyciel ŁKS-u.

## Życiorys
Był współzałożycielem w 1908 r. (wraz z Arnoldem Heimanem i Jerzym Hirszbergiem) i honorowym członkiem Łódzkiego Klubu Sportowego. Przez wiele lat był członkiem zarządu klubu. Działał w Łódzkim Okręgowym Związku Lekkiej Atletyki oraz w Łódzkim Komitecie Kultury Fizycznej i Turystki. W latach 10. XX w. reprezentując ŁKS, startował w zawodach lekkoatletycznych – biegu na 100 metrów i sztafecie. Ponadto Lubawski był inżynierem – przez wiele lat był pracownikiem Wojewódzkiego Przedsiębiorstwa Budowy Elektrowni i Przemysłu „Beton-Stal”.
Został pochowany na Starym Cmentarzu przy ul. Ogrodowej w Łodzi.

## Odznaczenia
- Srebrny Krzyż Zasługi (1948)[5],
- Złoty Krzyż Zasługi[2].